# Penny Lane (brano musicale)
Penny Lane è una canzone del gruppo musicale britannico The Beatles, scritta da Paul McCartney ma accreditata alla coppia Lennon/McCartney. Pubblicata nel 1967 sia come singolo (doppio lato A con Strawberry Fields Forever) che sull'album Magical Mystery Tour, raggiunse il secondo posto nel Regno Unito, il primo negli Stati Uniti ed in Germania per due settimane ed il quinto in Austria. 
Il titolo deriva da una via di Liverpool.
La canzone venne registrata durante le session di Sgt. Pepper's Lonely Hearts Club Band e, siccome era già uscita su singolo, non venne inclusa nel disco, secondo l'usanza del tempo.

## Storia
Penny Lane è un luogo importante dell'infanzia di John Lennon e Paul McCartney; lì infatti, c'era il capolinea degli autobus, il barbiere (descritto all'inizio della canzone) dove McCartney andava col padre ed era il luogo dove Lennon andava con gli amici, prima, e poi con le ragazze. I due pensavano da tempo di scrivere una canzone sui loro luoghi d'infanzia, ovvero da quando John aveva scritto nella prima versione del testo di In My Life un elenco di luoghi di Liverpool legati alla sua giovinezza (inclusa Penny Lane). Il testo così com'era, però, non gli piacque e lo cambiò nella versione poi pubblicata nel dicembre 1965 su Rubber Soul.
Scritta nel 1966 durante il periodo di pausa succeduto alla fine del tour statunitense, Penny Lane è, secondo McCartney, «il nostro tentativo di scrivere un testo più artistico». Il risultato è una sorta di "flashback" nostalgico della Liverpool di una volta, a metà tra il vero e l'immaginario. Ian MacDonald nella sua "opera completa" sui Beatles, descrisse la canzone così: «Dipinta con i colori primari di un libro illustrato per bambini, eppure osservata con la malizia di una banda di ragazzini usciti da scuola che vagabondano in direzione casa, Penny Lane è al tempo stesso ingenua e furba; ma, soprattutto, elettrizzata all'idea di essere viva».
Il produttore dei Beatles George Martin ha riferito che, secondo lui, l'accoppiata delle canzoni Penny Lane/Strawberry Fields Forever è il miglior singolo mai pubblicato dal gruppo. Entrambi i brani furono successivamente pubblicati sull'edizione Stati Uniti dell'album Magical Mystery Tour nel novembre del 1967. È famoso il fatto che in Gran Bretagna, il singolo non raggiunse la prima posizione in classifica, cedendo il primato a Release Me del cantante confidenziale Engelbert Humperdinck ma bisogna considerare che la BBC, dato che nel 45 giri c'erano due lati A, stabilì che doveva vendere il doppio di copie.
 In America il singolo raggiunse la prima posizione nella classifica di Billboard e ci rimase per una settimana, prima di esserne scalzato dalla canzone dei The Turtles Happy Together.
La canzone è accreditata al duo compositivo Lennon/McCartney ma è principalmente opera di Paul McCartney, il quale disse di aver composto Penny Lane, stimolato dall'ascolto e dall'atmosfera del brano di Lennon Strawberry Fields Forever registrato poco tempo addietro dai Beatles.

Entrambe le canzoni, furono registrate durante le sessioni per l'album Sgt. Pepper's Lonely Hearts Club Band, ma furono lasciate fuori dal disco — una decisione che George Martin, ancora 25 anni dopo ricordava con rammarico, nonostante i Beatles normalmente non includessero i brani usciti come singoli nei loro album inglesi per decisione unanime della band.

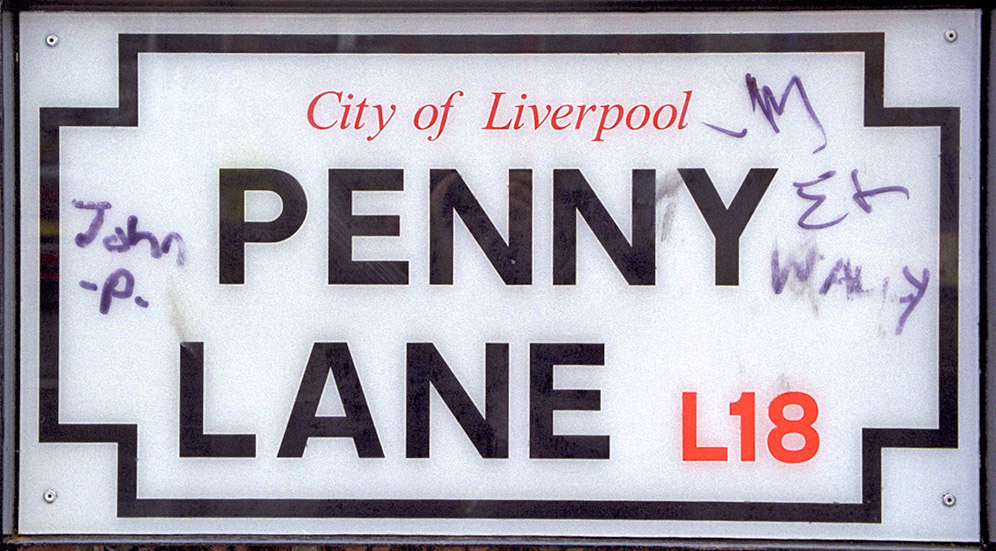
Insegna stradale di Penny Lane

## Testo
(John Lennon/Paul McCartney)
Il testo consiste in una presentazione di personaggi inventati all'interno di luoghi reali. Ad esempio la strofa «The shelter in the middle of a roundabout» si riferisce alla vecchia pensilina della fermata dell'autobus, situata in Smithdown Place.
L'espressione «Four of fish and finger pies» è prettamente gergale della città di Liverpool. «A four of fish» indica “una porzione da 4 penny” di patatine e pesce fritto (fish and chips), mentre "finger pie" era un'espressione volgare dell'epoca per indicare il sesso femminile.

Il testo scritto della canzone riportato sulla raccolta 1967-1970 dei Beatles, è modificato, erroneamente, in «Full of fish and finger pies».

Il brano contiene diversi paradossi temporali. Il cielo è descritto come azzurro mentre sta piovendo; gli eventi sembrano apparentemente accadere durante l'autunno, poiché la "pretty nurse" sta vendendo papaveri per la “Giornata della Memoria” (Remembrance Day) che si svolge l'11 novembre, ma il verso «four of fish and finger pies» è riferito all'estate ("in summer").

## Registrazione
La registrazione del brano cominciò la sera del 29 dicembre 1966, quando Paul McCartney registrò la sua prima parte di pianoforte (nello stile staccato come quello di Got to Get You into My Life e che poi caratterizzerà altre opere di Macca come Getting Better, With a Little Help from My Friends e Your Mother Should Know) su cui sovraincise una seconda parte di piano passata, però, attraverso un amplificatore Vox per chitarra e infine una terza parte sempre con il pianoforte ma a velocità dimezzata e poi riportata a velocità normale. Su queste prime tre tracce furono poi sovraincisi un tamburello, un armonium aumentato di due toni (e passato anch'esso attraverso un amplificatore) e diverse percussioni.
Il 17 gennaio 1967, il trombettista classico David Mason registrò il suo celebre assolo. L'assolo, ispirato da un'esecuzione del secondo concerto Brandenburghese di Bach, è suonato in uno stile barocco per il quale la cornetta (in realtà l'assolo è eseguito con un Trombino) è particolarmente indicata, possedendo un suono pulito e chiaro. Penny Lane contiene inoltre effetti di percussioni e il suono di un pianoforte filtrato attraverso un amplificatore Vox per chitarra, con aggiunto del riverbero.

## Promozione
Il filmato promozionale per la canzone non fu girato a Penny Lane; perché i Beatles erano restii a girare per Liverpool. Le scene in strada furono filmate presso Angel Lane nella zona est di Londra. Le scene fuori porta furono girate dentro il Knole Park a Sevenoaks il 30 gennaio 1967, dove era stato girato anche il video di Strawberry Fields Forever.
Entrambi i video – diretti dal regista svedese Peter Goldmann – sono stati selezionati dal MoMA di New York come influenti esempi di video musicali della fine degli anni sessanta. Vedute di Penny Lane furono incluse nel filmato, ma nessuno dei Beatles vi compare.

## Formazione
The Beatles
- Paul McCartney - voce, pianoforte, basso, armonium, effetti
- John Lennon - cori, pianoforte, chitarra, conga, battiti di mani
- George Harrison - cori, chitarra
- Ringo Starr - batteria, campanello, tamburello

Altri musicisti
- George Martin - pianoforte
- Ray Swinfield, P. Goody, Manny Winters, Dennis Walton - flauto, ottavino
- David Mason - tromba solista
- Leon Calvert, Freddy Clayton, Bert Courtley, Duncan Campbell - tromba, flicorno
- Dick Morgan, Mike Winfield - oboe, corno inglese
- Frank Clarke - contrabbasso

Crediti
- George Martin - produttore, orchestrazione
- Geoff Emerick - ingegnere del suono